# Daisuke Harada
Daisuke Harada   (原田 大輔 Harada Daisuke, nacido el 13 de noviembre de 1986) es un luchador profesional japonés quien actualmente trabaja para Pro Wrestling Noah (NOAH). También es conocido por su tiempo en Osaka Pro Wrestling, como parte del equipo como "Momo no Seishun Tag" con Atsushi Kotoge. Harada y Kotoge también han trabajado juntos para varias otras empresas en Japón y para Chikara, con sede en Filadelfia, Pensilvania, en los Estados Unidos.
Harada ha sido tres veces Campeón Peso Pesado Junior de la GHC y tres veces Campeón Peso Pesado Junior en Parejas de la GHC con Atsushi Kotoge.

## Primeros años
Harada se interesó por primera vez en la lucha libre profesional a través del videojuego Toukon Ratsuden, luego de lo cual su primera experiencia de lucha libre en persona fue en el show de Final Power Hall en el Tokyo Dome, el 4 de enero de 1998, como resultado de la conclusión de la gira de retiro de Riki Choshu. Harada comenzó a competir en la lucha amateur en su escuela secundaria y terminó ganando el campeonato de lucha libre amateur de la Prefectura de Osaka con 60 kg (130 lb). Después, comenzó a entrenarse en lucha profesional en la escuela de Osaka Pro Wrestling.

## Carrera

### Osaka Pro Wrestling (2006-2013)
Harada hizo su debut en Osaka Pro Wrestling el 5 de agosto de 2006, enfrentando a Atsushi Kotoge cayendo derrotado. Pasaría sus primeros meses en la empresa peleando con Kotoge, antes de formar un equipo con él en noviembre. Durante la asociación, en mayo de 2007, Harada derrotó a Kotoge en una final de torneo para ganar el Gran Premio Kamigata Pro – Wrestling Newcomer Newcomer. Después de trabajar como equipo por más de un año, a Harada y Kotoge se les concedió finalmente una oportunidad en el Campeonato en Parejas de OPW el 5 de enero de 2008, pero no tuvieron éxito en su intento de destronar a los campeones defensores, Bad Force (Gaina y Cero).
Apenas un mes después, el 11 de febrero, el equipo llegó a un abrupto final, cuando Kotoge cambio a heel por primera vez en su carrera y se unió a Bad Force. Mientras tanto, Harada formó una nueva sociedad con Zeus, creando un rival estable Blood & Guts, que tenía la intención de destacar a los artistas más jóvenes de la promoción.

### Chikara (2010-2011)
En abril de 2010, Harada junto con Kotoge y su excompañero de Blood & Guts Tadasuke viajaron a los Estados Unidos para representar a Osaka Pro en el torneo King of Trios 2010 de Chikara. En su primer combate de la ronda en el torneo el 23 de abril, el Equipo Osaka Pro derrotó a The UnStable (Colin Delaney, Stigma y Vin Gerard), cuando Harada cubrió a Delaney con el Katayama German Suplex Hold. Mientras Harada y Kotoge trabajaron la gira como rostros, Tadasuke trabajó como talón, y en el partido de los cuartos de final del día siguiente, usó sus travesuras como heel para eliminar al reinate de King of Trios, F.I.S.T. (Chuck Taylor, Gran Akuma e Icarus), desde el torneo fijando a Taylor, mientras sostiene sus mallas, enviando al Equipo Osaka Pro a las semifinales del torneo.
El 25 de abril, el Team Osaka Pro fue eliminado del torneo en las semifinales por The Colony (Fire Ant, Green Ant y Soldier Ant).

### Pro Wrestling Noah (2013-presente)
El 2 de mayo de 2013, Pro Wrestling NOAH celebró una conferencia de prensa y anunció oficialmente que Harada había firmado con la empresa a tiempo completo. Harada luchó su primer combate bajo un contrato de Noah el 12 de mayo, cuando fue derrotado por el excompañero del equipo Atsushi Kotoge. Harada obtuvo su primera victoria bajo un contrato de Noah el 18 de mayo, cuando derrotó al novato Hitoshi Kumano. Harada luego seleccionó a Kumano como su compañero para la NTV G+ Cup Junior Heavyweight Tag League, que fue disputada por el vacante Campeonato en Parejas Peso Pesado Junior de la GHC y tuvo lugar entre el 11 y el 28 de julio. A pesar de ver una lucha con Atsushi Kotoge y Taiji Ishimori en las finales, Harada y Kumano terminaron perdiendo sus cuatro luchas, sin poder avanzar desde su bloqueo. El 24 de agosto, Harada obtuvo una medida de venganza contra Kotoge al imponerlo en un combate por equipos, donde él y Kumano se enfrentaron a Kotoge e Ishimori.
Más adelante en el evento, Harada y Kumano se nominaron a sí mismos como los próximos retadores por el Campeonato en Parejas Peso Pesado Junior de la GHC. El 7 de septiembre, Harada recogió una importante victoria individual sobre la mitad de los campeones reinantes, el representante de NJPW Jushin Thunder Liger. Sin embargo, el 16 de septiembre, Harada y Kumano no lograron capturar los títulos de Liger y Tiger Mask.

## Campeonatos y logros
- International Pro Wrestling: United Kingdom
  - IPW:UK Junior Heavyweight Championship (1 vez)

- Osaka Pro Wrestling
  - OPW Championship (2 veces)
  - OPW Tag Team Championship (3 veces) – con Atsushi Kotoge
  - UWA World Trios Championship (1 vez) – con Atsushi Kotoge & Takoyakida
  - Kamigata Pro–Wrestling Newcomer Grand Prix (2007)
  - Osaka Pro Singles Title Next Challenger League (2010)
  - Osaka Pro Singles Title Next Challenger Tournament (2012)
  - Osaka Pro Wrestling 6 Person Tag Tournament (2012) – con Hayata & Tadasuke
  - Osaka Tag Festival (2008) – con Zeus
  - Tenno-zan (2011 y 2012)

- Pro Wrestling NOAH
  - GHC Junior Heavyweight Championship (5 veces)
  - GHC Junior Heavyweight Tag Team Championship (6 veces) – con Atsushi Kotoge (4), Tadasuke (1) y Hajime Ohara (1)
  - Global Junior Heavyweight League (2015)
  - NTV G+ Cup Junior Heavyweight Tag League (2015) – con Atsushi Kotoge

- Pro Wrestling Illustrated
  - Situado en el Nº247 en los PWI 500 de 2016[12]
  - Situado en el Nº353 en los PWI 500 de 2018[13]